# Jakob Kelemina
Jakob Kelemina, slovenski literarni zgodovinar, literarni teoretik, folklorist, germanist, filolog, jezikoslovec * 19. julij 1882, Vinski vrh pri Ormožu, † 14. maj 1957, Ljubljana.

## Življenje in delo
Gimnazijo je obiskoval v Ljubljani, Mariboru in Pulju, kjer je leta 1904 z odliko maturiral. Germanistiko je študiral v Gradcu in na Dunaju; v Gradcu je študij zaključil z disertacijo O virih Eilhartovega Tristana (Zur Quelle von Eilharts Tristan), na Dunaju pa je opravil državne izpite za učiteljevanje na srednjih šolah (nemščina kot glavni in klasična filologija kot stranski predmet). Disertacijo je objavil pod naslovom Untersuchungen zur Tristansage v 16. zvezku Uhlove zbirke Teutonia v Leipzigu. Med letoma 1914 in 1919 je poučeval na gimnaziji v Novem mestu, 1919 na klasični gimnaziji
v Ljubljani, 1920 je postal docent v takrat ustanovljenem germanističnem seminarju na Filozofski fakulteti v Ljubljani, 1924 izredni, 1928 pa redni profesor za germansko filologijo. Vse do smrti je bil predstojnik germanskega seminarja in trikrat dekan Filozofske fakultete. Velja za utemeljitelja slovenske znanstvene germanistike, po letu 1945 je na fakulteti zasnoval in razvil tudi samostojen študij anglistike. Leta 1954 je prejel Prešernovo nagrado za življenjsko delo na področju literarne vede.
Med obema vojnama je predaval starejšo nemško književnost ter nemško in angleško historično slovnico, po letu 1945 pa angleško literaturo in slovnico. Njegovo znanstveno delo je bilo usmerjeno v raziskovanje srednjeveške nemške književnosti, zlasti geneze pripovedi o Tristanu in Izoldi. Svoje ugotovitve o tej temi je zbral in jih leta 1923 izdal v knjigi Geschichte der Tristansage nach den Dichtungen des Mittelalters. V dvajsetih letih je na Filozofski fakulteti uvedel literarno teorijo kot samostojno vedo in s tega področja med letoma 1922 in 1925 v Ljubljanskem zvonu ter Domu in svetu objavil vrsto razprav, ki so 1927 izšle v samostojni knjigi, ki predstavlja prvi sistematičen, vendar pretežno informativen pregled literarne stroke v slovenščini.
Napisal je več uvodov in opomb k Župančičevim prevodom Shakespearovih dram (Sen kresne noči, Beneški trgovec, Macbeth), njegovi sklepi o literarnozgodovinskih, etičnih in jezikovnih vprašanjih te dramatike pa ostajajo temelj za nadaljnje študije o Shakespearovi dramatiki na Slovenskem. Obravnaval je mitološke prvine v slovenskih ljudskih bajkah in pripovedkah, ki jih je zbral po slovenskem časopisju in v nekaterih znanstvenih zbirkah. Osrednje teme njegovih kasnejših raziskav so povezane s sledovi Gotov in Langobardov na Balkanu, s starejšo zgodovino slovensko-nemških kulturnih in književnih stikov, s slovenskimi pravnimi starinami in etimološkimi vprašanji, povezanimi s slovenskimi zgodovinskimi in krajevnimi imeni.

## Izbrana bibliografija (monografije)
- Geschichte der Tristansage nach den Dichtungen des Mittelalters, 1923.
- Literarna veda: Pregled njenih ciljev in metod. Ljubljana: Nova založba, 1927. (COBISS)
- Krajevna imena iz spodnjepanonske marke. Ljubljana: Učiteljska Tiskarna, 1927. (COBISS)
- Bajke in pripovedke slovenskega ljudstva. Celje: Družba sv. Mohorja, 1930. (COBISS)
- Goti na Balkanu. Maribor, 1932. (COBISS)
- Pravne starine slovenske v filološki luči. Ljubljana: Jugoslovanska Tiskarna, 1933. (COBISS)
- Hajdina: toponomastični prikaz. Maribor: Zgodovinsko društvo, 1933. (COBISS)
- Slovenačko-nemački kulturni odnosi u srednjem veku. Beograd, 1937. (COBISS)
- Osnove novoangleške slovnice. Ljubljana: Klub filologov Ljubljanske Univerze, 1946. (COBISS)
- Langobardski spomini pri Slovencih. Ljubljana, 1951. (COBISS)